# 3930-as busz
A 3930-as jelzésű autóbuszvonal egy Telkibánya és Sárospatak között közlekedő helyközi járat, amelyet a Volánbusz Zrt. üzemeltet tanévben vasárnap, Pálháza és Sátoraljaújhely érintésével.

## Útvonala
Telkibánya községházától indul. A Zempléni-hegység északi részéből Bózsva felé halad, majd a szomszédos Pálházára, Magyarország legkisebb városába. A füzérradványi, kovácsvágási és vilyvitányi elágazások után Mikóháza helyezkedik el. A 3719-es mellékút vége felé Széphalom következik, mely egykor önálló község volt, ma Sátoraljaújhely városrésze. A vonal 26. kilométerénél a városba ért. Délkeleti irányban szeli át, a vasútállomásra is kitér, ahol csatlakozást biztosít egy Budapestre induló vonatnak. A 37-es főútat tovább követve először a Várhegyen hajt keresztül, majd Károlyfalvát és Végardót súrolja. Sárospatakra érkezve a vasútállomásán van a vonal végállomása.
Ellentétes irányban Sátoraljaújhelyig közlekedik, változatlan útvonalon.

## Közlekedése
Indításai mindössze tanévben vasárnap történnek. Egy Telkibányáról Sárospatakra, másik Sárospatakról a határmenti városba. A Bózsva – Széphalom közötti szakaszon érdekesség, hogy egyetlen egy kitérést sem tesz ellenétetben a környék másik vonalaival. A 44 kilométert a 3870-es és a 3929-es buszok útján teszi meg.
| Útvonal                                | Indításszáma | Közlekedése       |
| -------------------------------------- | ------------ | ----------------- |
| Telkibánya, kh. ➝ Sárospatak, vá.      | 1 oda        | tanévben vasárnap |
| Sárospatak, vá. ➝ Sátoraljaújhely, vá. | 1 oda        | tanévben vasárnap |

## Megállóhelyei
| 0  | Telkibánya, községháza végállomás                  | 0.0 km  | 3929 |
| 1  | Telkibánya, Múzeum utca                            | 0.6 km  | 3929 |
| 2  | Telkibánya, Damjanich utca 8.                      | 1.2 km  | 3929 |
| 3  | Nagybózsva, autóbusz-váróterem                     | 10.7 km | 3901, 3903, 3929 |
| 4  | Bózsvai elágazás                                   | 11.9 km | 3901, 3903, 3929 |
| 5  | Pálháza, ipartelep bejárati út                     | 13.2 km | 3900, 3901, 3903, 3929 |
| 6  | Pálháza, autóbusz-váróterem                        | 14.1 km | 3870, 3871, 3900, 3901, 3903, 3929 |
| 7  | Kovácsvágási elágazás                              | 15.0 km | 3870, 3871, 3900, 3901, 3903, 3929 |
| 8  | Füzérradvány, kastélykerti elágazás                | 16-1 km | 3870, 3871, 3900, 3901, 3903, 3929 |
| 9  | Vilyipuszta bejárati út                            | 17.3 km | 3870, 3871, 3900, 3901, 3903, 3929 |
| 10 | Vilyvitányi elágazás                               | 19.0 km | 3870, 3871, 3900, 3901, 3903, 3929 |
| 11 | Mikóháza, vegyesbolt                               | 20.3 km | 3870, 3871, 3900, 3901, 3903, 3929 |
| 12 | Mikóháza, temető                                   | 21.0 km | 3870, 3871, 3900, 3901, 3903, 3929 |
| 13 | Alsóregmeci elágazás                               | 22.5 km | 3870, 3871, 3900, 3901, 3903, 3929 |
| 14 | Széphalom, autóbusz-váróterem                      | 25.1 km | 3870, 3871, 3900, 3901, 3903, 3907, 3929 |
| 15 | Sátoraljaújhely, Mezőgép Vállalat                  | 25.9 km | 3870, 3871, 3900, 3901, 3903, 3907, 3929 |
| 16 | Sátoraljaújhely, Tesco                             | 27.7 km | 3870, 3871, 3900, 3901, 3903, 3907, 3929 |
| 17 | Sátoraljaújhely, torzsás                           | 28.0 km | 1449 3870, 3871, 3900, 3901, 3903, 3907, 3929 |
| 18 | Sátoraljaújhely, Kazinczy utca 138.                | 28.4 km | 1449 3870, 3871, 3900, 3901, 3903, 3907, 3929 |
| 19 | Sátoraljaújhely, Kazinczy utca 70.                 | 29.3 km | 1449 3870, 3871, 3900, 3901, 3903, 3907, 3929 |
| 20 | Sátoraljaújhely, közgazdasági iskola               | 29.7 km | 1449 3870, 3871, 3900, 3901, 3903, 3907, 3929 |
| 21 | Sátoraljaújhely, Vasvári Pál utca                  | 30.4 km | 1449 3870, 3871, 3900, 3901, 3903, 3907, 3929 |
| 22 | Sátoraljaújhely, Hősök tere                        | 31.0 km | 1449 3870, 3871, 3900, 3901, 3903, 3907, 3909, 3919, 3920, 3923, 3924, 3925, 3929                                                                                                   |
| 23 | Sátoraljaújhely, Kossuth utca 33.                  | 31.4 km | 1449 3870, 3871, 3900, 3901, 3903, 3907, 3909, 3919, 3920, 3923, 3924, 3925, 3929                                                                                                   |
| 24 | Sátoraljaújhely, vasútállomás vonalközi végállomás | 31.9 km | 1449 3729, 3870, 3900, 3901, 3903, 3907, 3919, 3920, 3923, 3925, 3929 Füzér InterCity, Zemplén InterCity, személyvonat – Sátoraljaújhely [80.]                                      |
| 25 | Sátoraljaújhely, telefongyár                       | 32.8 km | 1449 3729, 3870, 3871, 3909 |
| 26 | Várhegy                                            | 34.2 km | 1449 3729, 3870, 3871, 3909 |
| 27 | Várhegyi szőlők                                    | 36.2 km | 3870, 3871 |
| 28 | Köveshegy                                          | 36.7 km | 1449 3729, 3870, 3871, 3909 |
| 29 | Károlyfalva bejárati út                            | 38.1 km | 1449 3729, 3870, 3871, 3909 |
| 30 | Végardói elágazás                                  | 40.2 km | 1449 3729, 3870, 3871 |
| 31 | Sárospatak, Kazinczy utca                          | 42.2 km | 1449 3729, 3869, 3870, 3871 |
| 32 | Sárospatak, gimnázium                              | 43.0 km | 1449 3729, 3869, 3870, 3871 |
| 33 | Sárospatak, vasútállomás végállomás                | 43.6 km | 1449 3729, 3869, 3870, 3871, 3872, 3873, 3875, 3878, 3879, 3880, 3881, 3882, 3883, 3884, 3885, 3886, 3888, 3889 Füzér InterCity, Zemplén InterCity, személyvonat – Sárospatak [80.] |